# Gabriel Laub
Gabriel Laub (24. října 1928, Bochnia – 3. února 1998, Hamburk) byl česko-německo-polský esejista, překladatel a aforista židovského původu.

## Život
Narodil se v Polsku, vyrůstal v Krakově. Po německé invazi do Polska (1. září 1939) uprchl se svou židovskou rodinou na východ Polska, který nebyl německými vojsky obsazen. Po šestnácti dnech následovala sovětská invaze do Polska (17. září 1939). Gabriel Laub žil s rodiči ještě devět měsíců ve Lvově, než byli všichni převezeni na Ural. Po propuštění v roce 1941 žila rodina do května 1946 v uzbeckém Samarkandu. 
Od roku 1948 byl občanem Československa, kde vystudoval žurnalistiku na Vysoké škole politické a sociální a pracoval jako redaktor. Po okupaci Československa v srpnu 1968 emigroval do Německa.

## Dílo
- Největší proces dějin (1972)

## Citát z díla
| „ | …kdyby slepice měly dost rozumu, aby mohly chápat, jaká to je čest patřit k nějakému národu, pochopily by také, že je ponejvíce pojídají příslušníci vlastního národa. | “ |